# Tour Down Under 2016
Tour Down Under 2016 var den 18. udgave af cykelløbet Tour Down Under. Det australske etapeløb er det første arrangement på UCI's World Tour-kalender i 2016 og blev arrangeret mellem 19. og 24. januar 2016. Simon Gerrans blev den samlede vinder af løbet.

## Hold og ryttere
| | 18 UCI World Tour-hold                                                                       |                                                                                        | 2 Wildcard                 |
| --- | -------------------------------------------------------------------------------------------- | -------------------------------------------------------------------------------------- | -------------------------- |
| - Ag2r-La Mondiale - Astana Pro Team - BMC Racing Team - Cannondale - Dimension Data - Etixx-Quick Step | - FDJ - Team Giant-Alpecin - IAM Cycling - Team Katusha - Lampre-Merida - Team LottoNL-Jumbo | - Lotto-Soudal - Movistar Team - Orica-GreenEDGE - Team Sky - Tinkoff - Trek-Segafredo | - Drapac - UniSA-Australia |

### Danske ryttere
- Lars Bak kørte for Lotto-Soudal
- Michael Valgren kørte for Tinkoff

## Etaperne
| Etape    | Dato     | Start – Mål             | type              | Afstand (km) | Etapevinder   | Førende rytter |
| -------- | -------- | ----------------------- | ----------------- | ------------ | ------------- | -------------- |
| 1. etape | 19. jan. | Prospect – Lyndoch      | flad etape        | 130,8        | Caleb Ewan    | Caleb Ewan     |
| 2. etape | 20. jan. | Unley – Stirling        | kuperet etape     | 132          | Jay McCarthy  | Jay McCarthy   |
| 3. etape | 21. jan. | Glenelg – Campbelltown  | kuperet etape     | 139          | Simon Gerrans | Simon Gerrans  |
| 4. etape | 22. jan. | Norwood – Victor Harbor | kuperet etape     | 138          | Simon Gerrans | Simon Gerrans  |
| 5. etape | 23. jan. | McLaren Vale – Willunga | middel bjergetape | 151,5        | Richie Porte  | Simon Gerrans  |
| 6. etape | 24. jan. | Adelaide – Adelaide     | flad etape        | 90           | Caleb Ewan    | Simon Gerrans  |

- 1. etape
- 6. etape

## Trøjernes fordeling gennem løbet
| Etape  | Vinder        | Førertrøjen · | Bjergtrøjen · | Pointtrøjen · | Ungdomstrøjen · | Mest angrebsivrige rytter   | Holdkonkurrencen            |
| ------ | ------------- | ------------- | ------------- | ------------- | --------------- | --------------------------- | --------------------------- |
| 1      | Caleb Ewan    | Caleb Ewan    | Sean Lake     | Caleb Ewan    | Caleb Ewan      | Alexis Gougeard             | Cannondale Pro Cycling Team |
| 2      | Jay McCarthy  | Jay McCarthy  | Manuele Boaro | Caleb Ewan    | Jay McCarthy    | Adam Hansen                 | Cannondale Pro Cycling Team |
| 3      | Simon Gerrans | Simon Gerrans | Sergio Henao  | Jay McCarthy  | Jay McCarthy    | Laurens De Vreese           | Cannondale Pro Cycling Team |
| 4      | Simon Gerrans | Simon Gerrans | Sergio Henao  | Jay McCarthy  | Jay McCarthy    | David Tanner                | Cannondale Pro Cycling Team |
| 5      | Richie Porte  | Simon Gerrans | Sergio Henao  | Simon Gerrans | Jay McCarthy    | Reinardt Janse van Rensburg | Cannondale Pro Cycling Team |
| 6      | Caleb Ewan    | Simon Gerrans | Sergio Henao  | Simon Gerrans | Jay McCarthy    | Maarten Tjallingii          | Cannondale Pro Cycling Team |
| Samlet | Samlet        | Simon Gerrans | Sergio Henao  | Simon Gerrans | Jay McCarthy    | -                           | Cannondale Pro Cycling Team |

## Resultater
|    | Rytter                  | Hold             | Tid      |
| -- | ----------------------- | ---------------- | -------- |
| 1  | Simon Gerrans           | Orica-GreenEDGE  | 19:11.33 |
| 2  | Richie Porte            | BMC Racing Team  | + 09     |
| 3  | Sergio Henao            | Team Sky         | + 11     |
| 4  | Jay McCarthy            | Tinkoff          | + 20     |
| 5  | Michael Woods           | Cannondale       | + 20     |
| 6  | Rubén Fernández Andújar | Movistar Team    | + 28     |
| 7  | Domenico Pozzovivo      | Ag2r-La Mondiale | + 28     |
| 8  | Rafael Valls            | Lotto-Soudal     | + 36     |
| 9  | Steve Morabito          | FDJ              | + 49     |
| 10 | Patrick Bevin           | Cannondale       | + 50     |